# Lijst van rivieren in Turkmenistan

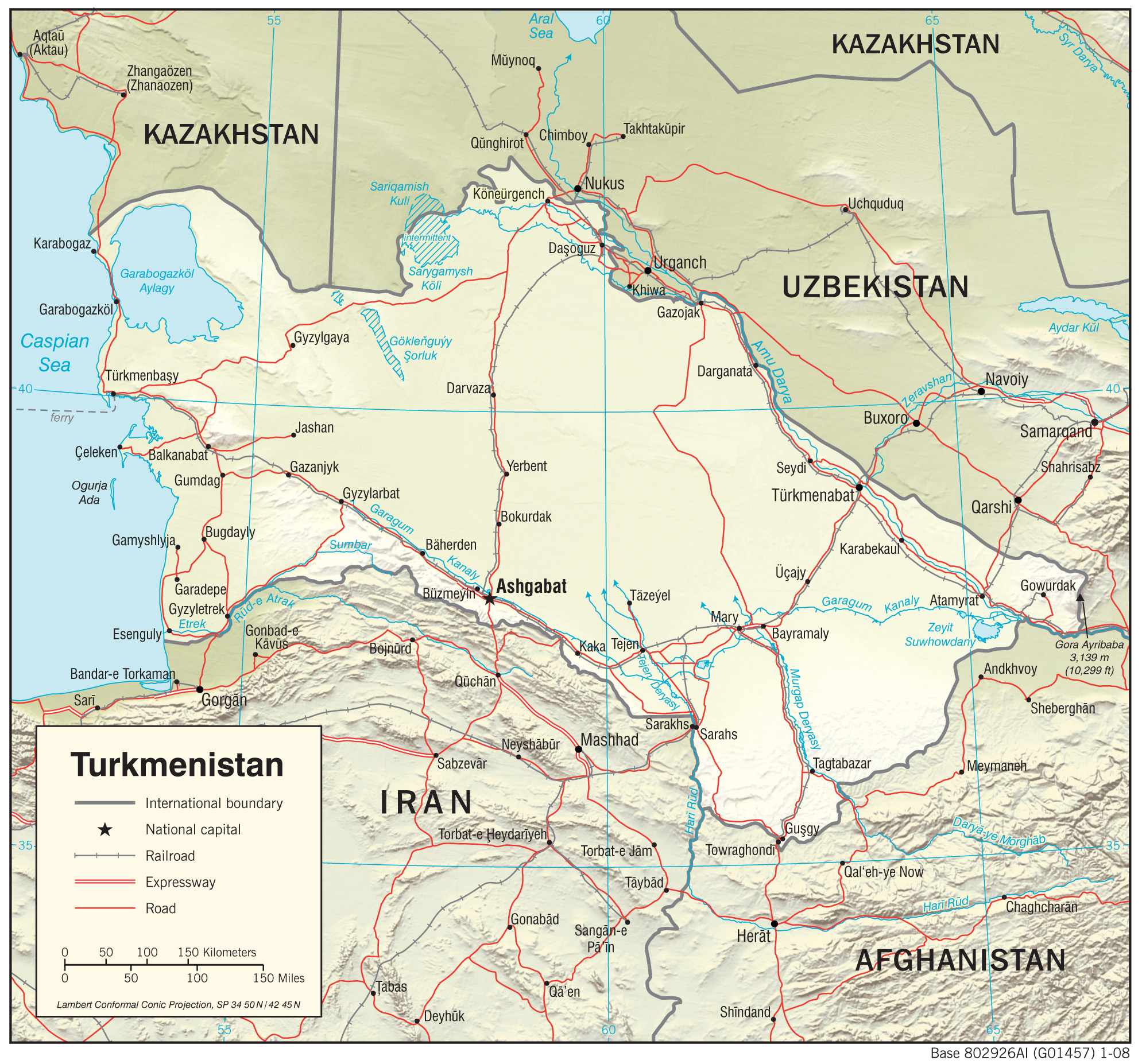
Kaart van Turkmenistan.

Dit is een lijst van rivieren in Turkmenistan. De rivieren in deze lijst zijn geordend naar drainagebekken en de opeenvolgende zijrivieren zijn ingesprongen weergegeven onder de naam van elke hoofdrivier. Alle rivieren in Turkmenistan stromen naar Endoreïsche bekkens.

## Kaspische Zee
- Atrek
  - Sumbar (Sari-su)
- Uzboy (uitgedroogd) - een voormalige aftakking van de Amu Darya

## Karakumwoestijn
- Tejen (Harirud)
- Morghab - stroomt tegenwoordig in het Karakumkanaal
  - Kushk
  - Kashkan

## Aralmeer
- Amu Darya